# Чернореченский (Волгоградская область)
Чернореченский — хутор в Даниловском районе Волгоградской области России. Входит в состав Белопрудского сельского поселения.

## География
Хутор находится в северной части Волгоградской области, в степной зоне, в пределах возвышенности Медведицкие яры, на расстоянии примерно 24 километров (по прямой) к северо-северо-западу (NNW) от рабочего посёлка Даниловка, административного центра района. Абсолютная высота — 193 метра над уровнем моря.
Часовой пояс
Хутор Чернореченский, как и вся Волгоградская область, находится в часовой зоне МСК (московское время). Смещение применяемого времени относительно UTC составляет +3:00.

## Население
| 2010 |
| ---- |
| 45   |

Гендерный состав
По данным Всероссийской переписи населения 2010 года в гендерной структуре населения мужчины составляли 48,9 %, женщины — соответственно 51,1 %.
Национальный состав
Согласно результатам переписи 2002 года, в национальной структуре населения русские составляли 99 %.

## Улицы
Уличная сеть хутора состоит из одной улицы (ул. Сельская).